# Jake Abel

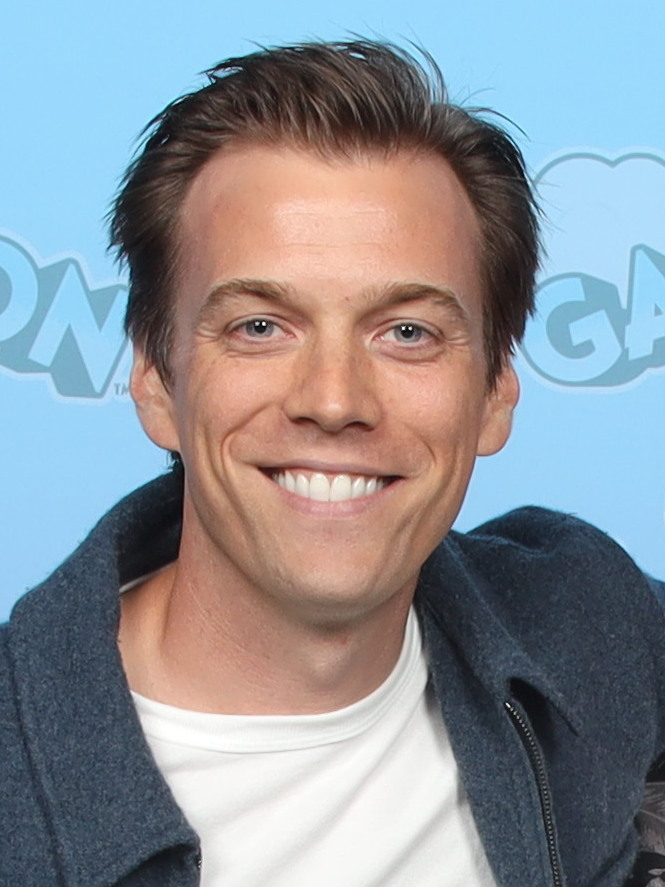
Jake Abel (2024)

Jacob Allen „Jake“ Abel (* 18. November 1987 in Canton, Ohio) ist ein US-amerikanischer Schauspieler.

## Leben
Seine erste große Rolle hatte er im Jahr 2005 im Disney-Film Die Eishockey-Prinzessin als Spencer. Im gleichen Jahr hatte er eine wiederkehrende Rolle in der Fernsehserie Nemesis – Der Angriff. Danach hatte er mehrere Gastrollen in Serien wie Cold Case – Kein Opfer ist je vergessen und Emergency Room – Die Notaufnahme. Im Oktober 2008 erhielt er für seine Arbeit in dem Film Flash of Genius den Rising Star Award beim 16. Hamptons International Film Festival. Im Februar 2009 wurde er für die Rolle des Adam Milligan in der Fernsehserie Supernatural gecastet. Es folgten Rollen in den Filmen Percy Jackson – Diebe im Olymp und Ich bin Nummer Vier. 2013 spielte er im Film Seelen neben Saoirse Ronan und Max Irons eine der Hauptrollen.
Im November 2013 heiratete Abel in New Orleans seine Freundin Allie Wood, mit der er seit zehn Monaten verlobt war.

## Filmografie
- 2005: Die Eishockey-Prinzessin (Go Figure, Fernsehfilm)
- 2005–2006: Nemesis – Der Angriff (Threshold, Fernsehserie, drei Folgen)
- 2006: Hotel Zack & Cody (The Suite Life of Zack and Cody, Fernsehserie, Folge 2x11 Twins at the Tipton)
- 2006: Cold Case – Kein Opfer ist je vergessen (Cold Case, Fernsehserie, Folge 4x05 Saving Sammy)
- 2008: Strange Wilderness
- 2008: Tru Loved
- 2008: Flash of Genius
- 2009: Emergency Room – Die Notaufnahme (ER, Fernsehserie, Folge 15x14 A Long, Strange Trip)
- 2009: 18
- 2009: In meinem Himmel (The Lovely Bones)
- 2009: Angel of Death
- 2009–2010, 2019–2020: Supernatural (Fernsehserie, fünf Folgen)
- 2010: Percy Jackson – Diebe im Olymp (Percy Jackson & the Olympians: The Lightning Thief)
- 2011: Ich bin Nummer Vier (I Am Number Four)
- 2011: Grey’s Anatomy (Fernsehserie, Folge 8x06 Poker Face)
- 2013: Seelen (The Host)
- 2013: Percy Jackson – Im Bann des Zyklopen (Percy Jackson: Sea of Monsters)
- 2014: Good Kill – Tod aus der Luft (Good Kill)
- 2014: Love & Mercy
- 2014: Against the Sun
- 2018: Dirty John (Fernsehserie, 3 Folgen)
- 2019–2021: Another Life (Fernsehserie)
- 2020: Son of the South
- 2021: Malignant
- 2022–2023: Walker (Fernsehserie, 8 Folgen)